# Centre d'interprétation de la canneberge
 (novembre 2014).
Si vous disposez d'ouvrages ou d'articles de référence ou si vous connaissez des sites web de qualité traitant du thème abordé ici, merci de compléter l'article en donnant les références utiles à sa vérifiabilité et en les liant à la section « Notes et références ».
Le centre d’interprétation de la canneberge (abrégé CIC) est un musée situé dans la capitale québécoise de la canneberge, soit à Saint-Louis-de-Blandford. Le centre a pour but de faire connaître la canneberge et ses particularités. Les visiteurs sont accueillis sur une période d’un mois durant la récolte du fruit : de la mi-septembre à la mi-octobre.

## Profil de l’industrie
Durant les années 2000, l’industrie de la canneberge a connu un grand essor. En 1992, on recensait trois producteurs de canneberges cultivant 264 acres alors qu’à la fin de 2009, le secteur comprenait 66 producteurs cultivant sur une superficie de 4 355 acres. Cette activité agroalimentaire contribue énormément à la vitalité économique de certaines municipalités en créant de nombreux emplois. Le Québec est le troisième producteur mondial de canneberges. 

## L’industrie de la canneberge en chiffres
Entre 1999 et 2009, le Québec enregistre une croissance moyenne de 6 % par année pour sa production de canneberges. Une croissance moyenne de près de 29 % des volumes de canneberges biologiques récoltés entre 2005 et 2009, atteignant ainsi 11 millions de livres.
- Un emploi est créé pour chaque 10 hectares de canneberges mis en culture.
- 300 emplois (réguliers et saisonniers) sont créés sur les fermes.
- 200 millions de dollars investis dans les cannebergières depuis 1992 (transformation).
- Les usines au Québec transforment près du 2/3 de la production québécoise.
- Les usines de transformation emploient près de 300 employés réguliers et occasionnels.
- 95 % des canneberges transformées sont exportées principalement aux États-Unis et dans 25 autres pays dans le monde.
- 80 % des producteurs de canneberges du Québec sont situés dans la région Centre-du-Québec[1].

## Les bienfaits de la canneberge
La canneberge était consommée par les Amérindiens comme médicament et comme accompagnement des poissons et des viandes.
Grâce à son haut taux de flavonoïdes, elle est reconnue scientifiquement pour neutraliser les molécules instables. Des études en laboratoire rapportent que des extraits de jus de canneberge préviennent l’adhésion et la croissance des bactéries causant la plaque dentaire. Il y a également des études cliniques qui rapportent qu’un rince-bouche à la canneberge diminue la présence de bactéries dans la salive. En inhibant l’adhésion et la croissance des bactéries, en réduisant la destruction des tissus des gencives et en diminuant l’inflammation, les composés de la canneberge présentent également un intérêt pour le traitement de la parodontite, une maladie des gencives qui affecte à divers degrés près de 75 % de la population. La consommation régulière de produits de canneberge peut réduire de 40 % le risque d’infections récurrentes et, par le fait même, diminuer le recours aux antibiotiques. Les propriétés antiadhésives de la canneberge ont des effets bénéfiques sur les parois urinaires, les ulcères, les gencives et les plaques dentaires.
Activités offertes au centre
Animation pour groupe scolaire, animation pour groupe, animation pour enfant, dégustation, audio-visuel français, visite commentée en français et en anglais, observation de la nature et de la faune, sentier d'interprétation, randonnée pédestre, balade en charrette, aire de jeux.
Produits
- Assaisonnements : huiles, sauces, trempettes, vinaigres, vinaigrettes. Boissons non alcoolisées. Confiseries / Chocolats.
- Conserveries fines : confitures, compotes, marmelades, coulis, sirop de fruits, gelées, tartinades, ketchups maison, chutneys.
- Fruits / Petits fruits : séchés, frais. Produits biologiques. Produits de l'érable. Produits du miel. Thés / Tisanes.